# 36P/Whipple
36P/Whipple, indicata anche come cometa Whipple, è una cometa periodica del Sistema solare, appartenente alla famiglia delle comete gioviane e alla famiglia di comete quasi-Hilda.

## Storia osservativa
La cometa Whipple è stata scoperta il 15 ottobre 1933 - circa tre mesi dopo il transito al perielio - da Fred Lawrence Whipple che ne raccolse un'immagine fotografica dall'Osservatorio di Oak Ridge ed appariva come un oggetto della tredicesima magnitudine.
Syuichi Nakano nel 1987 ha scoperto che la cometa era già stata fotografata il 24 agosto 1925 dall'astronomo russo G. Šajn, ma era stata scambiata per un asteroide e denominata 1925 QD.
Durante l'apparizione del 1941 la cometa fu recuperata da Leland Erskin Cunningham il 1º settembre e fu seguita fino al 22 novembre dell'anno seguente. Nei momenti di massima luminosità, raggiunse la 14ª magnitudine. La migliore previsione per il recupero era stata fornita da D. H. Sadler e F. M. McBain.
Il reverendo Cameron Dinwoodie fornì la migliore previsione per il ritorno della cometa nel 1948, quando fu recuperata da H. M. Jeffers dell'Osservatorio Lick in California, come un oggetto della diciottesima magnitudine (18,4) e di aspetto quasi stellare il 21 giugno 1947. Nuovamente raggiunse al suo massimo la quattordicesima magnitudine nei mesi di settembre ed ottobre dell'anno seguente.
Dinwoodie fu autore anche della previsione che condusse al recupero della cometa da parte di Elizabeth Roemer del Lick Observatory il 25 maggio 1955, sei mesi prima del transito al perielio. Al momento del suo recupero la cometa appariva come un oggetto della diciottesima magnitudine; al suo massimo, ad ottobre dello stesso anno, raggiunse la tredicesima magnitudine.
La cometa è stata quindi osservata in tutte le successive apparizioni, l'ultima delle quali è avvenuta nel 2003. In questa circostanza la cometa è rimasta piuttosto debole, non raggiungendo mai magnitudine 17.

## Orbita
La cometa Whipple percorre un'orbita moderatamente eccentrica e inclinata di circa 10° rispetto al piano dell'eclittica. L'afelio, prossimo internamente all'orbita di Giove, è a 5,24 UA dal Sole; il perielio, compreso tra le orbite di Giove e di Marte, è a 3,08 UA dal Sole. La cometa completa un'orbita in circa 8,51 anni.
La sua orbita è relativamente stabilee non ha incontri particolarmente ravvicinati con pianeti. L'ultimo significativamente vicino è avvenuto nel 1922 quando la cometa è transitata a 0,25 UA da Giove.